# Glinka Górna (przystanek kolejowy)
Glinka Górna – zlikwidowany przystanek kolejowy w Lubsku na linii kolejowej nr 365 Stary Raduszec – Bad Muskau, w powiecie żarskim, w województwie lubuskim, w Polsce.